# Mansilla de la Sierra
Mansilla de la Sierra es un municipio perteneciente a las 7 Villas, enclavado en la comarca del Alto Najerilla de la comunidad autónoma de La Rioja (España), situado junto al embalse de Mansilla en el río Najerilla.

## Historia
Mansilla viene de Mensa, mesilla, meseta de la zona de la sierra, donde se asentaba el antiguo pueblo de Mansilla, bañado por los ríos Gatón, Najerilla y Cambrones, era un pueblo construido todo en piedra, y hasta el asfaltado de sus calles, el pedernal era el emblema del mismo.
Durante el periodo republicano, y dentro del marco del Plan Hidráulico, para dar agua a las huertas riojanas, se decidió por este lugar como idóneo para construir un embalse.
En 1900 el pueblo tenía 600 habitantes, era la cabeza de las Siete Villas, había un ganado superior a las 10 000 cabezas, y su prosperidad era tal que tenía servicio de farmacia, médico, cuartel de la Guardia Civil, Juzgado, y la Casa de las Islas, lugar donde se reunían los alcaldes de Las Cinco Villas y el valle de Canales, y se decidía la jurisprudencia en materia ganadera, pastos, trashumancia, aprovechamiento de huertas, etc. Poseían decretos Reales sobre sus competencias desde el siglo XI.
En su escudo puede apreciarse, los ríos y las huertas, en uno de sus cuarteles, Los lobos rampantes sobre un roble coronado por el sombrero Mariano, con la "M" de Mansilla.
El Palacio de Mansilla, acogió en otros tiempos a Fernan González, conde de Castilla, y albergó al rey Juan II en una visita que este realizó, a Silos desde Nájera.
Sus casas blasonadas, eran un ejemplo de la hidalguía de tiempos remotos, cargados de historia, una historia a caballo entre La Rioja y Burgos, y donde la trashumancia y las cañadas reales eran caldo cotidiano en esas épocas.
El pueblo nuevo fue construido en 1959 en su ubicación actual tras la finalización del embalse, que inundó el antiguo núcleo situado a 300 m en dirección sur. En los meses de septiembre y octubre, cuando el embalse está al mínimo de su capacidad, se pueden ver los restos de la iglesia y otros edificios que fueron anegados.

## Geografía humana

### Demografía
Cuenta con una población de 61 habitantes (INE 2024).
| Gráfica de evolución demográfica de Mansilla de la Sierra entre 1842 y 2021 |
| |
| Población de derecho según los censos de población del INE Población de hecho según los censos de población del INEEn estos censos se denominaba Mansilla: 1842, 1857, 1860, 1877, 1887, 1897, 1900, 1910, 1920, 1930, 1940, 1950, 1960, 1970, 1981 y 1991 |

### Población por núcleos
Desglose de población según el Padrón Continuo por Unidad Poblacional del INE.
| Núcleos               | Habitantes (2021) | Varones | Mujeres |
| --------------------- | ----------------- | ------- | ------- |
| Mansilla de la Sierra | 46                | 33      | 13      |
| Tabladas              | 8                 | 6       | 2       |

## Economía

### Evolución de la deuda viva
El concepto de deuda viva contempla sólo las deudas con cajas y bancos relativas a créditos financieros, valores de renta fija y préstamos o créditos transferidos a terceros, excluyéndose, por tanto, la deuda comercial.
Entre los años 2008 a 2014 este ayuntamiento no ha tenido deuda viva.

## Lugares de interés

### Edificios y monumentos
- Iglesia de la Concepción. Finalizada en 1960, conserva objetos de la antigua iglesia sumergida.
- Ermita de Santa Catalina. Románica, del siglo XII. Se sitúa junto al embalse, sobre lo que fue el antiguo pueblo.
- Puente de Suso. Fue trasladado piedra a piedra en 2000 desde el fondo del embalse y fue reconstruido en la entrada del pueblo. Su ubicación original data del siglo XVI.

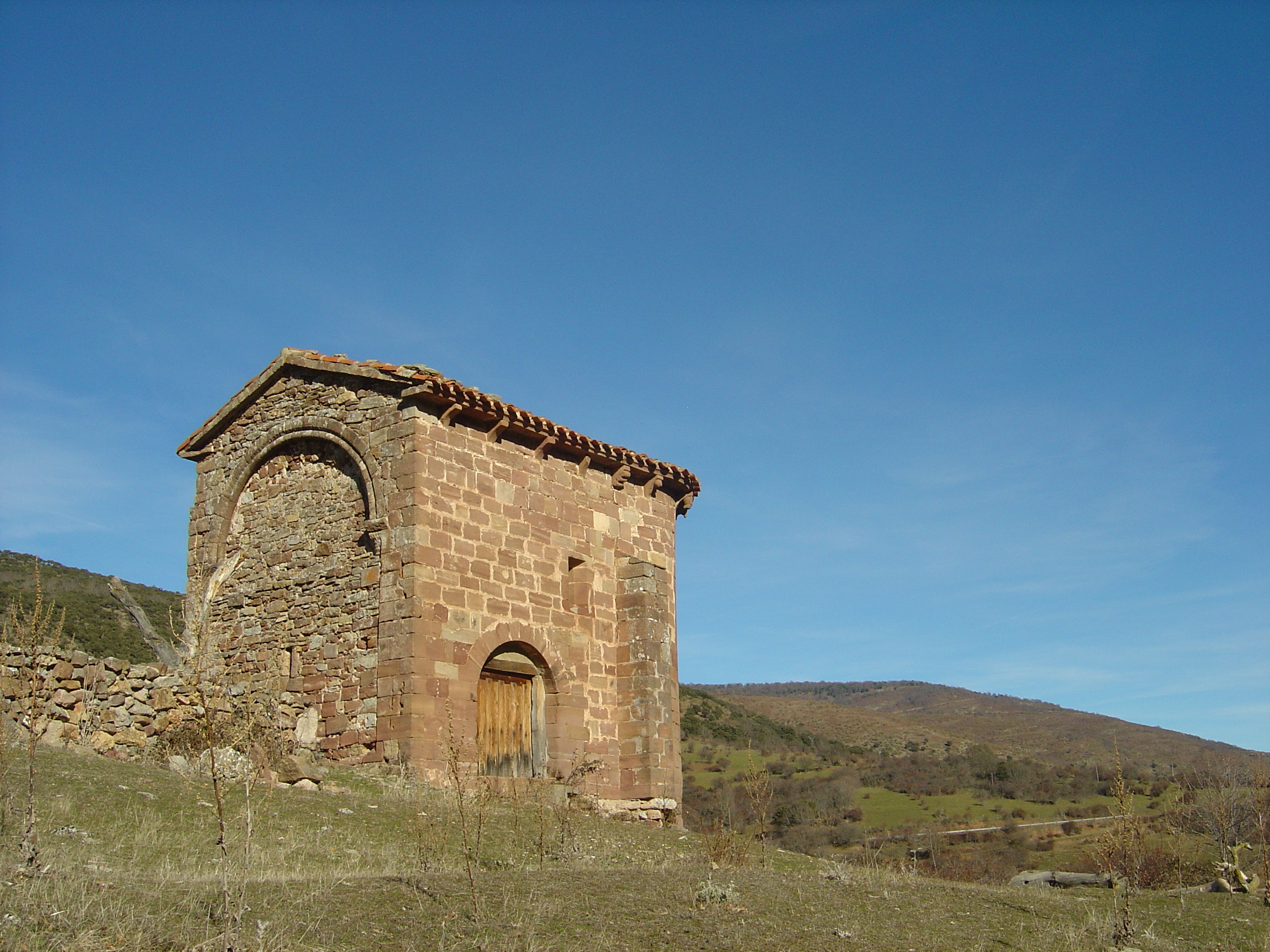
Ermita de Santa Catalina. Mansilla de la Sierra

- Nueva Casa de las Siete Villas.

## Personas destacadas
- Ana María Matute. La escritora barcelonesa, galardonada en 2010 con el Premio Cervantes, solía pasar los veranos en esta localidad junto a sus abuelos cuando era niña.
- Mateo Matute.

## Administración
| Periodo   | Nombre                        | Partido |
| --------- | ----------------------------- | ------- |
| 1979-1983 | Apolinar Matute Medel         | CD      |
| 1983-1987 | José Mª Peña González         | PSOE    |
| 1987-1991 | José Mª Peña González         | PSOE    |
| 1991-1995 | José Mª Peña González         | PSOE    |
| 1995-1999 | José Mª Peña González         | PSOE    |
| 1999-2003 | José Mª Peña González         | PSOE    |
| 2003-2007 | José Eduardo Losa Matute      | PP      |
| 2007-2011 | José Manuel Ballesteros Pablo | PSOE    |
| 2011-2015 | José Manuel Ballesteros Pablo | PSOE    |
| 2015-2019 | José Manuel Ballesteros Pablo | PSOE    |
| 2019-2023 | José Manuel Ballesteros Pablo | PSOE    |
| 2023-act. | José Manuel Ballesteros Pablo | PSOE    |

## Fiestas
- 3 de mayo, Cruz de Mayo.
- Primer sábado de agosto, Fiesta de la Cruz trasladada.
- 14 de septiembre, Exaltación de la Santa Cruz.